# Violet Pinkney
Violet Millicent Pinckney (Alderbury, Wiltshire, 11 de març de 1871 - New Forest, Hampshire, 13 de març de 1955) fou una tennista britànica que va competir a començaments del segle xx.
El 1903 guanyà l'Obert d'Alemanya. El 1907 i 1908 guanyà el Campionat de Londres. El 1908 fou eliminada per Gwendoline Eastlake-Smith en quarts de final de la competició individual femení interior del programa de tennis dels Jocs de Londres.
Va prendre part en 10 edicions del Torneig de Wimbledon, sent els millors resultats els aconseguits el 1906, 1908 i 1920, quan fou eliminada en quarts de final.